# Юдовин, Моисей Исакович
Моисе́й (Мо́йше) Иса́кович Юдо́вин (1898, Бешенковичи — 30 января 1966, Витебск) — белорусский поэт. Писал на идише.

## Детство и начальное образование
Мойше Юдовин родился в многодетной еврейской семье. Отец был коробейником, разносившим по деревням недорогой товар, мать — домохозяйкой. Будущий поэт рано проявил склонность к учению, и, как большинство детей черты оседлости, получил начальное образование в хедере. Родители решили, что он должен продолжить образование, и определили сына в Воложинскую иешиву. Однако иешиву Мойше не закончил, увлекся светской литературой и вернулся домой, где сблизился со своим родственником Соломоном Юдовиным.
Они тянулись к идишской культуре, принимая активное участие в возрождении еврейского самосознания. Оба были художественно одаренными натурами: Соломон увлекся живописью и стал художником, а Мойше — поэтом.

## Работа и учёба
После революции 1917 года работал заместителем заведующего Бешенковического союза печатников (октябрь 1918 — апрель 1919), и секретарем Лепельского уездного отдела народного образования (апрель 1919 — март 1920). После женитьбы весной 1920 года переехал в Витебск. Более двух лет заведовал литературно-художественным отделом газеты «Ройте Штерн». Активно участвовал и в литературной жизни города, выступал с чтением своих стихов. Поступил на III курс еврейского педтехникума, одновременно преподавая там же на младших курсах еврейскую словесность.
В довоенное время после окончания еврейского педтехникума преподавал в еврейской школе литературу и математику. В 1932—1936 годах учился на заочном отделении факультета литературы и лингвистики Московского пединститута им. Бубнова.

## В годы войны
Когда началась Вторая мировая война, Мойше сразу же призвали в армию, но вскоре демобилизовали по состоянию здоровья. Жил он в Саратове, а, разыскав семью в Башкирии, переехал туда. Работал в районной газете, но вскоре стал преподавать русский язык и литературу в школе. Летом 1944 года с семьёй вернулся в Витебск и поселился с семьёй на железнодорожной станции Парафьянов Докшицкого района. Работал в школе завучем, с 1948 по 1952 годы — директором, а в последние годы перед выходом на пенсию — просто учителем русского языка и литературы. Выйдя в 1958 году на пенсию, в 1961 году переехал обратно в Витебск. Жена Юдовина Ида Моисеевна — учительница истории, жила в Витебске. Во время войны у них погибли двоих детей и многие близкие родственники.
Умер 30 января 1966 года в Витебске, а некролог, извещавший «о смерти еврейского поэта Мойше Юдовина», был напечатан только в еврейских газетах Нью-Йорка.

## Творчество

Обложка сборника стихов «Кнойлн» («Клубки»), 1922 год

Впервые напечатался в 1913 году в газете «Цайт» (Петербург). Стихи его печатались в еврейских газетах и журналах БССР, в том числе в газете «Дер векер» (идиш «Будильник»‎) и журнале «Штерн» (идиш «Звезда»‎). В 1922 году в витебском издательстве вышел его сборник стихов «Кнойлн» («Клубки»), на обложке которого была представлена одна из ранних работ Соломона Юдовина.
Гирш Релес, хорошо знавший Мойше, в беседе с литературоведом Михаилом Рывкиным, автором статьи «Судьба поэта» о Мойше Юдовине, опубликованной в витебском альманахе, сказал:

«Его стихи глубинны, в них звучит нечто пастернаковское». И добавил: «Когда в 20-30-е годы среди литераторов заходила речь о еврейской поэзии послеоктябрьского периода, имя Мойше Юдовина вспоминали всегда».
Еврейский поэт Хаим Мальтинский рассказывал. что:

«О Мойше Юдовине… писали, как о восходящей звезде еврейской поэзии».
Его восторженное отношение к революции быстро сменилось разочарованием. Писать стихи, руководствуясь партийными установками, он не мог, а в 1930-х годах просто боялся писать, ведь чуть ли не всех его литературных друзей репрессировали.
В советское послевоенное время Юдовина не печатали. Только после перестройки в октябрьском номере «Советиш геймланд» за 1991 год были напечатаны стихи, написанные им в последние годы жизни.
Часть стихов была опубликована в переводах Наума Кислика 13 ноября 1998 года в израильском еженедельнике «Еврейский камертон» (Тель-Авив).